# Virginia Raggi
Virginia Raggi (n. 18 iulie 1978, Roma, Italia) este o politiciană italiană.